# Vollziehungsstrich

Das Signum Karls des Großen unter einer am 31. August 790 ausgefertigten Urkunde: Den Vollziehungsstrich bildet das als ‚A‘ zu lesende kleine ‚y‘ innerhalb der Raute

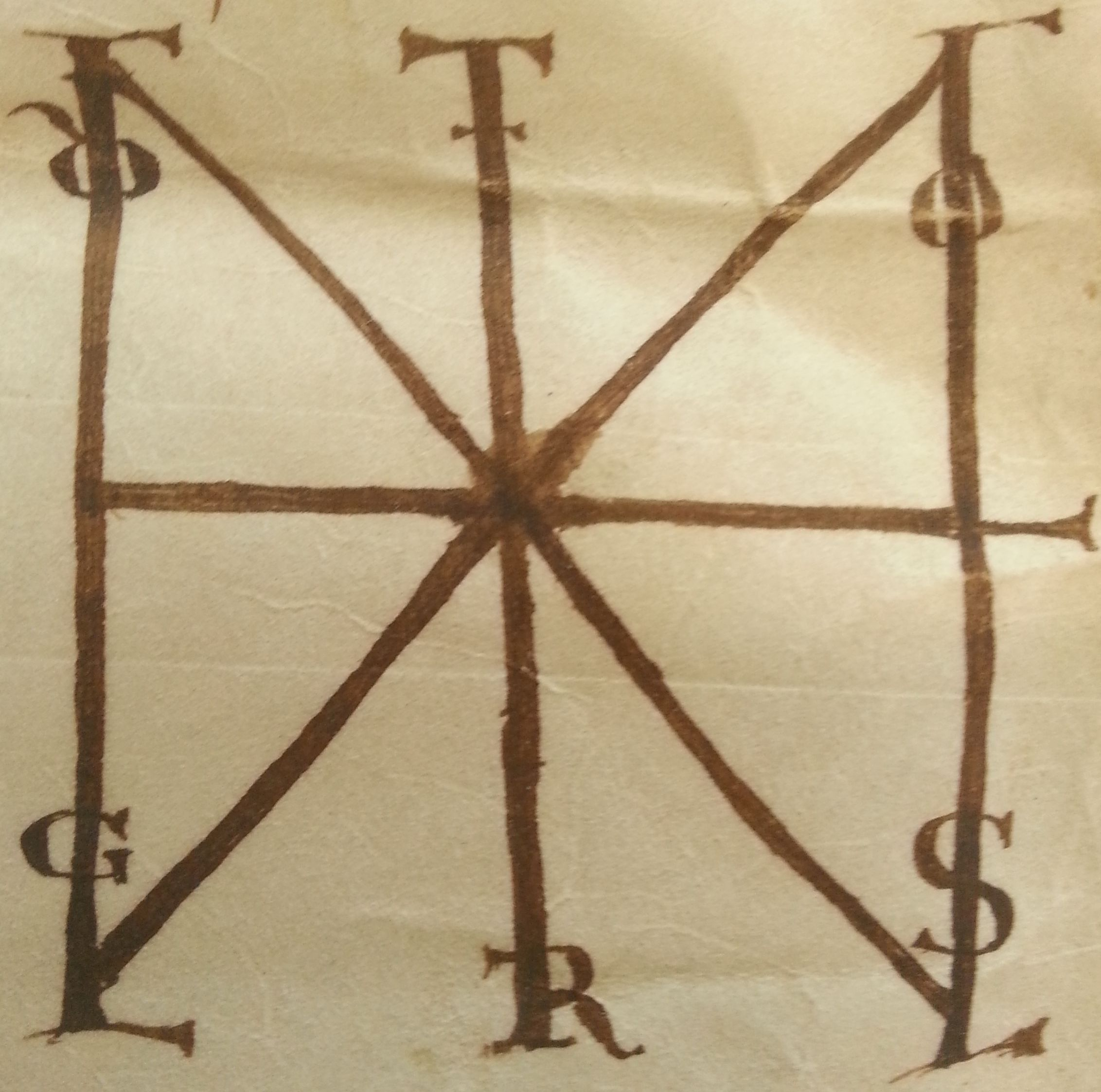
Monogramm Heinrichs III.: Hier ist der waagerechte Strich der eigenhändige Vollziehungsstrich

Der Vollziehungsstrich ist der eigenhändige Anteil eines Herrschers an einer mittelalterlichen Urkundenunterschrift.
Im Allgemeinen wurde das Herrscher-Monogramm auf einer Urkunde vom beauftragten Schreiber derselben fast vollständig eingefügt. Lediglich ein kleiner Teil wurde ausgelassen, damit der ausstellende Herrscher mit der Vervollständigung die Rechtsgültigkeit bekräftigen konnte.
Das Monogramm ersetzte ursprünglich die eigenhändige Unterschrift bei nicht schreibkundigen merowingischen Herrschern. Da das häufig kunstvoll gestaltete Monogramm für den Herrscher schwer auszuführen war, wurde es vom Notar vorgefertigt und schließlich durch den Vollziehungsstrich des Herrschers vervollständigt.
Der Vollziehungsstrich findet sich meist in karolingischen und ottonischen Urkunden.
In der Stauferzeit war der Vollziehungsstrich nicht mehr im Gebrauch, sodass das Monogramm gänzlich vom Schreiber gezeichnet wurde.